# .bs
.bs는 바하마의 인터넷 국가 코드 최상위 도메인이다. 바하마 대학에 의해 관리된다.

## 2차 도메인
6개의 2차 도메인이 있다.
- com.bs: 상업단체
- net.bs: 네트워크 공급자
- org.bs: 비상업적 조직
- edu.bs: 교육 기관
- gov.bs: 정부 부처 및 기관
- we.bs : 누구나 등록 가능

.gov.bs 도메인 이름 공간은 바하마 재무부의 DIT에서 관리한다.